# Aleksiej Charłamow

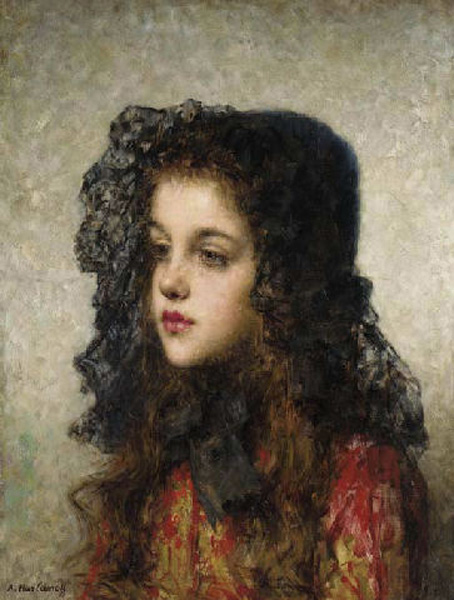
Dziewczynka w welonie, olej na płótnie, 53,7x41cm

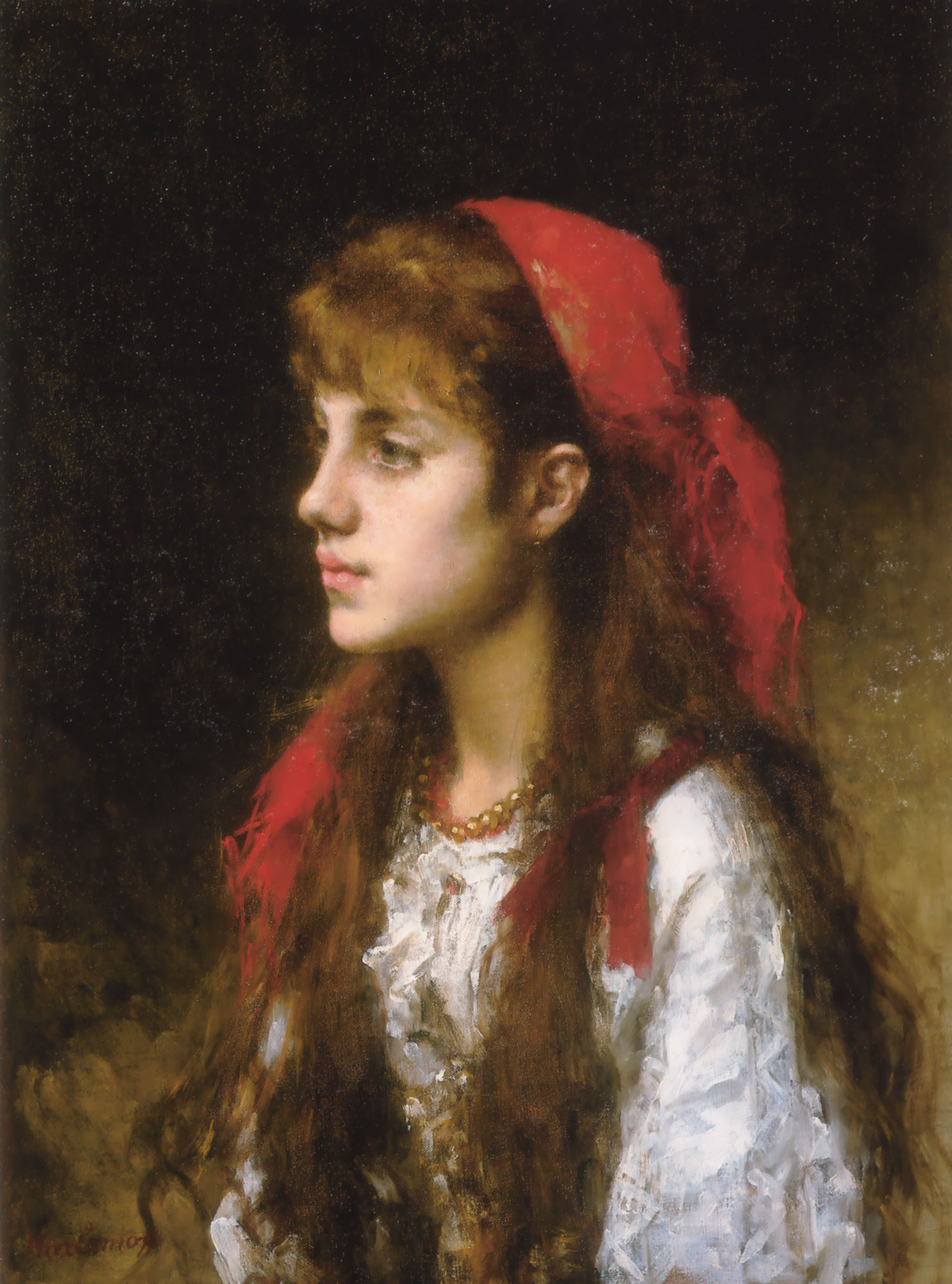
Dziewczynka, olej na płótnie, 53,7x41cm

Aleksiej Aleksandrowicz Charłamow ros. Алексей Алексеевич Харламов (ur. 18 października 1840 w Djaczewce w guberni saratowskiej, zm. 10 kwietnia 1925 w Paryżu) – rosyjski malarz akademicki.

## Życiorys
W wieku 14 lat podjął studia w Akademii Sztuk Pięknych w Petersburgu. W 1868 roku otrzymał złoty medal za obraz Powrót syna marnotrawnego, co umożliwiło mu kontynuację nauki w paryskiej École des Beaux-Arts.
Charłamow zdobywał doświadczenie kopiując obrazy starych mistrzów (np. Lekcję anatomii Doktora Tulpa Rembrandta), poruszał tematykę religijną i wojskową. Popularność uzyskał jako portrecista, wystawiał w Paryżu, Londynie i Wiedniu. Najbardziej znane są jego wyidealizowane portrety dziewcząt i młodych kobiet.